# Dum
Dum (tłumaczenie: "Odwaga", angielski tytuł "Strength", niemiecki "Dum: Blutige Rache") to bollywoodzki thriller z 2003 roku wyreżyserowany przez E. Nivas, autora Shool i Bardaasht. W rolach głównych Vivek Oberoi i Atul Kulkarni oraz Dia Mirza. Tematem filmu jest śmiertelne zmaganie dwóch mężczyzn: zdecydowanego na śmierć w obronie rodziny, ukochanej i  swoich ideałów Udaya (Vivek Oberoi) i sprzedajnego, zabijającego bez skrupułów policjanta Shankara (Atul Kulkarni).

## Fabuła
Dwaj przyjaciele Uday Shinde (Vivek Oberoi) i Mohan (Sushant Singh) ciężko trenują, aby spełnić swoje marzenie – dostać się do policji! Rodzina i przyjaciele żartują sobie z nich. Policja ma opinię przekupnej, ale im marzy się służenie ludziom, stawanie w ich obronie nawet za cenę własnego życia. Oboje są uszczęśliwieni, gdy wbrew ich obawom rekrutujący do szkoły oficerskiej policjant Raj Dutt Sharma (Mukesh Rishi) odrzucając tych, którzy są rekomendowani przez kogoś, przyjmuje ich, doceniając tym ich pasję, zdecydowanie, odwagę i chęć służenia ludziom. Szczęście Udaya dopełnia się, gdy zakochuje się on w uroczej Kaveri (Dia Mirza). Podczas spaceru zakochanych Kaveri zostaje obrażona przez pijanego mężczyznę. Oburzony Uday staje w jej obronie. Dochodzi do bójki. Uday nie zdaje sobie sprawę na kogo podniósł rękę. Pobity, upokorzony na oczach ludzi Shankar (Atul Kulkarni) to znienawidzony przez wszystkich, nadużywający swej władzy, przekupny inspektor policji. Dotychczas czuł się bezkarny. Swoich wrogów zwykł zabijać, a jego zbrodnie były tuszowane przez polityka, któremu się wysługiwał. Teraz wypowiada wojnę Udayowi i jego rodzinie.

## MotywyBollywoodu
- Inny indyjski film, w którym bohater (tym razem daremnie) zabiega o spełnienie marzenia- dostanie się do policji – to Apaharan (z Ajay Devganem).
- Sceny przesłuchania na posterunku można też zobaczyć m.in. w Duplicate, Namiętność, Shakti: The Power, Chameli (film), Zindaggi Rocks, czy Veer-Zaara.
- Przekupstwo policji pokazuje też np. Ek Ajnabee, Wojownik, Shootout at Lokhandwala, czy Towarzystwo.
- Film ten pokazuje powiązania polityków z przestępcami, podobnie jak np. Towarzystwo, Nigdy cię nie zapomnę i inne.
- W decydujących momentach filmu bohater modli się o siłę. Film ten również pokazuje obecną w Bollywoodzie wiarę w skuteczność modlitwy, oddawanie się w modlitwie pod opiekę Bogu, jak robi to Uday, aby uniknąć śmierci czy np. umierający muzułmanin w filmie Fiza, czy modląca się razem chrześcijańska rodzina w Gdyby jutra nie było.

## Obsada
- Vivek Oberoi – Uday Shinde
- Dia Mirza – Kaveri
- Atul Kulkarni – 'Encounter' Shankar
- Mukesh Rishi – oficer policji Raj Dutt Sharma
- Sheeba – Lakshmi Sharma, jego żona
- Sushant Singh – Mohan, przyjaciel Udaya
- Govind Namdeo – minister Deshmukh
- Yashpal Sharma – Babu Kasai, rzeźnik
- Nina Kulkarni – Saraswati Shinde
- Vivek Shaq – Sriram
- Saurabh Dubey – Dayaram Shinde